# Chilean Electric
Chilean Electric es una novela corta de ficción de la escritora y actriz Nona Fernández, publicada el 2015. El relato de la obra se origina con base al recuerdo memorioso de la protagonista sobre su abuela, el cual Nona Fernández estructura desde la conciencia del narrador en forma fragmentaria, trastocando la cronología.
Es una novela para entender y explorar la historia familiar, inspirada por caballos de madera, una máquina de escribir y el cadáver de un presidente que decía "más pasión y más cariño". Escrita con una estructura singular, en la cual se presentan imágenes de planos del centro de Santiago, una fotocopia de una cuenta de luz de Chilectra, una fotografía de la narradora en 1975 y otros elementos estéticos.
La novela tuvo una buena recepción, ganadora del premio Mejores Obras Publicadas del Consejo Nacional del Libro y la Lectura.

## Argumento

### Parte 1: "Registro de instalación"
El capítulo describe la compañía alemana que había llegado recientemente a Plaza de Armas para instalar la luz eléctrica. Se mencionan las personas que se encargarían de dicha instalación, dentro de las cuales estaban obreros y técnicos. Se describe a una madre con sus cuatro hijos: dos morenos de ojos azules, un colorín y una pequeña niña rubia de pelo tieso. Los 5 juntos se dirigían a ver la ceremonia de inauguración de la luz. Al llegar se percatan de que el lugar estaba repleto de gente, esperando ansiosos por dicha ceremonia. Nadie se la quería perder. No se sabe exactamente qué sucedió, si una ceremonia o un discurso inaugural, o quizá fue solo un alemán al que se le escuchó decir: eins, zwei, drei.

No volaba ni una mosca, todo era silencio mientras mirábamos las ampolletas encendidas. (p.19)
Nona Fernández

La narradora, buscando información de la llegada de la luz, solamente encuentra artículos de cómo esta produjo un gran desarrollo urbano y de cómo la gente cada vez más se volvía dependiente de esta. Empresas, zonas de trabajo y demás, destacando también que se le sacaba el provecho a la luz y a los trabajadores y, a causa de su llegada, se implementan más horas de trabajo a las jornadas.

Hubo que crear centrales eléctricas para poder generar la energía necesaria. (p.28)
Nona Fernández

La herencia más preciada que Nona poseía era la máquina de escribir heredada de su abuela, particularmente una Remington, donde la letra H aparece borrosa y las letras A y C ya no existen. Lo primero que escribió en ella fue un cuento original titulado “Fin de Pista”, el cual trataba de una mujer que dejaba tirados objetos mientras recorría Santiago y un hombre estaba en su constante persecución, recolectando los objetos en una maleta.

Pero lo que sí recuerdo con claridad es que, le mostré el cuento a mi abuela para que viera lo que había hecho con su herencia. (p.39)
Nona Fernández

### Parte 2: "Registro de consumo"
La autora comienza esta sección relacionando las historias heredadas por su abuela, con una forma distinta de ver la luz, como algo que es parte de uno, y que esta tenue luz irá iluminando el camino a seguir, alumbrando las zonas oscurecidas de la vida.

Pequeños cortocircuitos, chispazos de luz que llamarían la atención y que obligarían a enfocar zonas oscuras, terrenos invisibles. (p.45)
Nona Fernández

- Cortocircuito N°1: era el año 1975, la autora tenía cuatro años y se encontraba junto a sus padres disfrutando de un tranquilo día de diversión. Explicaba también, que el entorno de la Plaza de Armas en ese entonces, no se comparaba de cómo era tiempo atrás, realizando una comparación de lo que ha cambiado desde los tiempos de la Conquista. Describía la Plaza como un lugar que era solamente tierra y era el punto principal de comercio.

La plaza no es como hoy en día. Tiene un diseño distinto, uno que se estrenó en 1860 siguiendo influencias paisajistas europeas, como todas las influencias élite de la época. (p.46)
Nona Fernández

### Parte 3: "Deuda pendiente"
Se comienza con el último recuerdo que Nona Fernández posee de la Plaza de Armas, definiéndolo como un recuerdo ajeno, uno que no existe, inventado e inculcado por su abuela.

Ningún supuesto es comprobable. Salvo la aparición de la luz que es un hecho. (p.69)
Nona Fernández

En el dorso de las cuentas de la luz, aparecían en ocasiones rostros de personas perdidas, gente que había sido olvidada, generalmente hombres y mujeres adolescentes o que padecía de alguna enfermedad mental, relacionándolas con un supuesto mensaje oculto que nos dice “ahorra luz”, y hay razones para ahorrar luz si no se ocupa, ya que Chile era el país latinoamericano en donde el precio de la luz era extraordinariamente alto.

La ciudad de Santiago se maquilla para estar siempre brillante y encendida, la luz es la metáfora de su desarrollo, el bien más preciado. (p.77)
Nona Fernández

Para finalizar este capítulo, Nona entra en un estado de reflexión, analizando distintos pensamientos que recorren su cabeza, definiéndose como solo arbitrariedades ingenuas, limitándose a solo observar y registrar. Menciona el posible mensaje que pudo haberle dejado su abuela de su historia ficticia.

Iluminar con la letra la temible oscuridad. (p.87)
Nona Fernández

### Parte 4: "Corte en trámite"
Antes de la muerte de su abuela, la autora menciona que ella hablaba con los muertos. Siempre la oía hablar a media voz, casi susurrando al viento. Nona se preguntaba si era que le hablaba a ella, o si estaba relatándole historias a alguien más. Esa última noche, Nona fue a acostarse junto a su abuela para percatarse que estaba descompensada, fuera de sí, no hablaba, no podía dormir, apagaba y encendía la luz y así sucesivamente, solo para que al final Nona tomase las manos de su abuela y lentamente se fuese tranquilizando.

Y a la cuenta de tres, cuando encienda la luz de plaza y comience toda esta historia nuevamente, por lo menos aquí, en el territorio de esta página, ni ella ni nadie desaparecerán nunca más.
Eins, swei, drei. (p.100)
Nona Fernández

## Recepción y crítica
Patricia Espinosa, columnista y crítica literaria del periódico Las Últimas Noticias se refiere a la funcionalidad y diversidad narrativa de la obra abordando un episodio complejo de la historia del país

Nona suma a su contundente obra un libro en el que hay varios elementos nuevos en lo que se refiere a su poética. Esta vez emerge un discurso de corte ensayístico, donde una voz sin concesiones aborda la historia del país a partir del surgimiento de la electricidad. Habría sido bastante fácil jugar con la simbólica de la iluminación, del logos y la racionalidad foránea implantada en el nuevo país
Patricia Espinosa

Lissette Fossa, Periodista de la Universidad Católica de Chile, llega a la conclusión que la habilidad de Nona para contar historias es el legado más valioso que le heredó su abuela

Creo que la metáfora de la luz y la sombra se queda corta para un relato mucho más profundo. La narradora es más inteligente y astuta, y de a poco nos sumerge en sus recuerdos y las calles de Santiago centro, para retomar la idea de la luz sólo al final del libro, con una analogía sobre el contar historia, sobre narrar. Porque al final, de la abuela no heredó ningún don sobre la electricidad ni con las ampolletas, sino uno mucho más valioso y mágico: su capacidad de contar historias
Lissette Fossa

El profesor y crítico literario, Gonzalo Schwenke, relaciona el trasfondo de la obra con la realidad de Chile y su pasado, indicando la importancia del recordar y de la búsqueda de la verdad en la sociedad

(…) finalmente, el texto dispone de ciertos símbolos que dan cuenta de una lectura histórica de los últimos años, y respecto a la cual la misma autora asume una posición: vive, observa y reflexiona no como narrador, sino más bien como sujeto. (…) así como un corte de luz nos imposibilita continuar con nuestras actividades, un pueblo que no busca la verdad y no escarba en su memoria está impedido de articular un proyecto de país que le permita reparar las heridas e integrar al otro que lo habita
Gonzalo Schwenke